# Tuğrul Erat
Tuğrul Erat (ur. 17 czerwca 1992 w Nettetal) – azerski piłkarz grający na pozycji prawego obrońcy.